# Aeroportul Hengyang Nanyue
Aeroportul Hengyang Nanyue (IATA: HNY, HNY, ICAO: ZGHY) este un aeroport din Hengnan County⁠(d), Hengyang⁠(d), Hunan, Republica Populară Chineză ce deservește zona Hengyang⁠(d). Aeroportul a fost tranzitat în 2022 de 416.768 de pasageri. A fost deschis în 23 decembrie 2014 și numit după zona deservită.
aeroportul dispune de o singură pistă.